# Блок, Джон
Джон Блок (англ. John Block; род. 15 февраля 1935) — американский политик, министр сельского хозяйства США (1981—1986).

## Биография
Джон родился 15 февраля 1935 года в Гейлсберге (Иллинойс) в семье Джулиуса Джадда Блока и Мадлен Блок. Рос в сельской местности. В 1957 году окончил Военную академию США, после чего служил в 101-й воздушно-десантной дивизии.
В 1977—1981 годах Блок был министром сельского хозяйства Иллинойса, а затем стал министром сельского хозяйства США, занимая эту должность до 1986 года.
После отставки Блок работал в таких компаниях, как John Deere, Food Distributors International, Digital Angel и Olsson Frank Weeda Terman Bode Matz.

## Личная жизнь
Блок женат на Сьюзан Ратье. У пары родились сын Ганс и дочери Синтия и Кристина.